# Municipio de Goldfield
El municipio de Goldfield (en inglés: Goldfield Township) es un municipio ubicado en el condado de Bowman en el estado estadounidense de Dakota del Norte. En el año 2010 tenía una población de 35 habitantes y una densidad poblacional de 0,38 personas por km².

## Geografía
El municipio de Goldfield se encuentra ubicado en las coordenadas 45°59′17″N 103°11′00″O / 45.98806, -103.18333. Según la Oficina del Censo de los Estados Unidos, el municipio tiene una superficie total de 93.28 km², de la cual 93,26 km² corresponden a tierra firme y (0,03 %) 0,03 km² es agua.

## Demografía
Según el censo de 2010, había 35 personas residiendo en el municipio de Goldfield. La densidad de población era de 0,38 hab./km². De los 35 habitantes, el municipio de Goldfield estaba compuesto por el 100 % blancos. Del total de la población el 0 % eran hispanos o latinos de cualquier raza.